# SŽD-Baureihe ТГК
Die Lokomotiven der SŽD-Baureihe TГK (deutsche Transkription TGK) der Sowjetischen Eisenbahnen (SŽD) sind breitspurige Diesellokomotiven mit dieselhydraulischer Kraftübertragung vorrangig für den Rangierdienst. Sie wurden von 1958 bis 1962 in der Maschinenfabrik Kaluga in 684 Exemplaren produziert. Ihr Einsatzgebiet war der leichte Verschubdienst in Depots der Staatsbahn sowie auf Werksbahnen. Von einem Fahrzeug ist bekannt, dass es erhalten geblieben ist; die ТГК.608 befindet sich in dem Eisenbahnmuseum in Brest, Belarus.